# Tomasz Kupiec
Tomasz Kupiec (ur. 1 czerwca 1970 w Biłgoraju) – polski muzyk, kontrabasista i gitarzysta basowy, aranżer, producent, nauczyciel i wykładowca Krakowskiej Szkoły Jazzu i Muzyki Rozrywkowej oraz autorskiego Kupiec Bass Studio.

## Życiorys
Absolwent Państwowej Ogólnokształcącej Szkoły Muzycznej I i II stopnia im. Karola Lipińskiego w Lublinie w klasie kontrabasu, którą ukończył z wyróżnieniem w 1989 r. Studiował edukację muzyczną na Wydziale Artystycznym Uniwersytetu Marii Curie-Skłodowskiej w Lublinie. Jest absolwentem Wydziału Jazzu i Muzyki Rozrywkowej Akademii Muzycznej im. Karola Szymanowskiego w Katowicach, którą ukończył z oceną bardzo dobrą w 1993 r. Studiował w klasie kontrabasu prof. dr. hab. Jacka Niedzieli-Meira. Uczestniczył w mistrzowskich kursach kontrabasowych prowadzonych przez Niels-Henning Ørsted Pedersena na wyspie Bornholm.
Jego działalność artystyczna rozpoczęła się już w okresie studiów, kiedy występował z zespołem Quintessence Eryka Kulma oraz City Jazz Trio Jacka Pelca. Był współzałożycielem tria i członkiem nonetu Wojciecha Groborza oraz zespołów Izabeli Zając i Marka Bałaty. W tym okresie regularnie występował na scenie legendarnego krakowskiego klubu jazzowego „U Muniaka”, u boku saksofonisty Janusza Muniaka. Koncertował również z Konstanty Wileński Trio i formacją Tribute to be-bop Macieja Strzelczyka. W 2001 roku rozpoczął współpracę z Jarosławem Śmietaną, z którym koncertował m.in.: w Meksyku, Japonii, Kuwejcie, Wietnamie, Bahrajnie, Gruzji oraz większości krajów europejskich. W tym czasie występował również z artystami polskiej sceny jazzowej: Zbigniewem Namysłowskim (Namysłowski-Śmietana Band), Wojciechem Karolakiem, Tomaszem Szukalskim, Piotrem Baronem, Krzesimirem Dębskim, Joachimem Menclem, Maciejem Sikałą, Adamem Czerwińskim, Leszkiem Hefi Wiśniowskim, Zbigniewem Paletą, Urszulą Dudziak, Ewą Bem, Hanna Banaszak, Danutą Błażejczyk, Beatą Przybytek a także Karen Edwards, Scottem Hamiltonem, Nippy Noya, Harry Sokalem i innymi.
W 2002 roku rozpoczął wieloletnią współpracę z Nigelem Kennedym, z którym koncertował w najbardziej prestiżowych salach świata (m.in.: Royal Albert Hall w Londynie, Sydney Opera House, Berliner Philharmonic, Théâtre des Champs Élysées w Paryżu, Hercules Hall w Monachium, Teatro Dal Verme w Mediolanie, Hamer Hall w Melbourne, Auditorio Nacional de Música w Madrycie, Zorlu Performing Arts Center w Istambule) oraz podczas wyjątkowych wydarzeń, takich jak występ dla brytyjskiej Rodziny Królewskiej w Windsor czy podczas finału Australian Open 2017 w Melbourne. W tych latach występował z Jean-Luc Ponty, Donovanem oraz Robertem Plantem (Led Zeppelin) i orkiestrami BBC Symphony Orchestra, Berliner Philkarmoniker, Oxford Philharmonic Orchestra, Russian Chamber Philharmonic St. Petersburg i Narodową Orkiestrą Symfoniczną Polskiego Radia. Artysta wykonuje także repertuar muzyki klasycznej, m.in. ze skrzypkiem Vadimem Brodzkim.
Odbywał tournée po krajach azjatyckich z czołowym zespołem world music Kroke (Indonezja, Tajwan, Singapur) a także po Meksyku, Izraelu i Wyspach Kanaryjskich. Współpracował z pianistą Krzysztofem Kobylińskim oraz wybitnymi muzykami młodej generacji polskiego jazzu: Dominik Wania, Paweł Tomaszewski, Dominik Bukowski, Paweł Dobrowolski, Patryk Dobosz i in. Koncertował z pianistą Yaronem Gershowsky (Manhattan Transfer), perkusistą Noam David (Avishai Cohen Trio), oraz wystąpił z Christian McBride Big Band na zaproszenie giganta jazzowego kontrabasu Christiana McBride'a.
Jest współzałożycielem tria Ślusarczyk-Kupiec-Skolik oraz liderem Tomasz Kupiec Trio (Martin Schaberl/Marek Dykta – g., Michał Heller/Dawid Fortuna – dr., Tomasz Kupiec – b.).
Równolegle występuje również u boku gwiazd polskiej muzyki rozrywkowej: Andrzej Sikorowski, Renata Przemyk, Ireneusz Dudek, Janusz Radek, Robert Kasprzycki, Beata Rybotycka, Marek Piekarczyk, Basia Stępniak-Wilk, Katarzyna Jamróz, Łada Gorpienko.
Muzyk koncertował na wielu festiwalach, m.in.: Sopot Festiwal, Krajowy Festiwal Polskiej Piosenki w Opolu, a także Glastonbury Festival, Womad Festival, Schleswig-Holstein Musik Festival, „Thanks Jimi” Festival, Migration Music Festival in Taiwan, Hay Festival, Luna Classics, AVO Sessions Festival Basel oraz klubach m.in.: Ronnie Scott’s Jazz Club w Londynie, Basement Jazz Club w Sydney, Quasimodo w Berlinie, Le Duc des Lombards w Paryżu, The Cavern Club w Liverpoolu.
Artysta realizuje się również w obszarze edukacji, posiada stopień nauczyciela mianowanego. Prowadzi klasę kontrabasu/gitary basowej oraz zajęcia zespołowe w Krakowskiej Szkole Jazzu i Muzyki Rozrywkowej oraz Staromiejskim Centrum Kultury Młodzieży w Krakowie. W ramach warsztatów muzycznych (International Summer Jazz Academy w Krakowie, Brzozowskie Warsztaty Jazzowe, Międzynarodowe Warsztaty „Teatralia” w ramach programu Erasmus+) udziela lekcji mistrzowskich instrumentalistom oraz wykładów dot. improwizacji jazzowej. Prowadzi własny projekt edukacyjny Kupiec Bass Studio.

## Dyskografia
- Renata Przemyk – Mało zdolna szansonistka, MJM Music PL 1992,
- Renata Przemyk – Tylko kobieta, MJM Music PL 1994,
- Renata Przemyk – Andergrant, Sony Music Entertainment Poland 1996,
- Zielona Cytryna – CYT CD 002, 1996
- Renata Przemyk – Hormon, Sony Music Entertainment Poland 1997,
- Robert Kasprzycki – Niebo do wynajęcia, Pomaton EMI 1997,
- Agnieszka Chrzanowska – Nie bój się nic nie robić, POEMAT/BMG 1998,
- Irek Dudek – Swing Revival, Rawa Blues 1999,
- Shakin’ Dudi – Platynowa Płyta, Rawa Blues / Selles 1999,
- Agnieszka Chrzanowska – Cały świat płonie, POEMAT/BMG 2000,
- Paweł Orkisz – A wszystko te czarne oczy, Pawena 2000,
- Wojtek Groborz Trio – Yet Another Be- Bop Day, Not Two Records 2000,
- Irek Dudek – New Vision Of Blues Selles 1994, 2000,
- Baciarka – Baciarka, Sony Music Entertainment Poland 2001,
- Renata Przemyk – Blizna, Sony Music Entertainment Poland 2001,
- Jarek Śmietana / Karen Edwards – Everything Ice, JSR 2002,
- Wojtek Groborz Trio / Katarzyna Radwańska – The Way You Look Tonight, BMR 2002,
- Jarek Śmietana/ Zbigniew Paleta – Vis-a-Vis, JSR 2003,
- Jarek Śmietana / Eric Trapp – Goin’ Fishing, JSR 2003,
- Jarek Śmietana – Parallel Words, JSR 2003,
- Marek Bałata / Ewa Uryga – Rozmyślajmy dziś, 2004,
- Jarek Śmietana Quintet feat. Nigel Kennedy – Live At Cracow Philharmonic Hall, JSR 2004,
- Renata Świerczyńska – Spotkanie w Krakowie, WomArt Music 2005,
- Jarek Śmietana – Złota kolekcja polskiego jazzu, Pomaton EMI 2005,
- Irek Dudek – Anthology 1976–2006, Music Mind Productions, 2006,
- Jarek Śmietana / Beata Rybotycka – Szurum burum – Ty i Kraków, Polskie Radio 2006,
- Kabaret Cyrulik – Wspomnienia, KNM 2007,
- Vadim Brodski – Brodski Jazz Quartet, FONOGRAFIKA 2008,
- All About Music A w Krakowie, Galapagos Music 2009,
- Śmiałek – Żony, Roadkill Music, 2009
- Andrzej Sikorowski – Zmowa z zegarem, EMI Music Poland 2010,
- Łada Gorpienko – Havdala, tylkomuzyka.pl 2010,
- Katarzyna Cygan – Wiśnia, Art Service, 2011,
- Ślusarczyk/Kupiec/Skolik – On A Misty Night, Gowi Records 2011[8],
- Piotr Wójcicki – Magnetyczny moment protonu, Red Studio PRO 2011,
- Renata Przemyk – Ya hozna, MJM Music, 2011,
- HeFi Quartet – Kinetyka, EWmusic 2012[9],
- Beata Przybytek – I’m Gonna rock you, FLID 2012,
- Piotr Wójcicki – The Secret World Of Numbers, Custom34 2013,
- HeFi Quartet feat. Krzesimir Dębski – Live, Polskie Radio 2013,
- Kasia Zawieracz – To co lubię, Universal Music Polska 2013,
- Łucja Czarnecka – Kolędy, Rosmedia 2015,
- HeFi Quartet – Parallel Error, EWmusic 2016,
- Nigel Kennedy – My World, Neue Meister 2016,
- Sikorowscy – Okno na Planty, Pomaton 2016,
- Nigel Kennedy – Kennedy meets Gershwin, Warner Classic 2018
- Adrian Konarski – Ogrody złudzeń, MDK 2019
- Konstanty Wileński – Classical Meets Jazz, Soliton 2019